# Maman est chez le coiffeur
Pour plus de détails, voir Fiche technique et Distribution.
Maman est chez le coiffeur est un film québécois réalisé par Léa Pool. En France, il est présenté comme un téléfilm et est diffusé le 3 septembre 2010 sur Arte.

## Synopsis
Québec, été 1966. Elise, 15 ans, surprend une intimité suspecte entre son père et son partenaire de golf. Elle en avise sa mère : bouleversée, en colère, celle-ci réclame de son employeur un poste de correspondante à Londres et quitte précipitamment sa petite famille, sur la promesse que les enfants viendront la rejoindre à l'automne. Maladroit et désemparé, son mari confie à Elise le soin de veiller sur son cadet Coco, bricoleur passionné, et surtout sur son benjamin Benoît, dont les retards d'apprentissage inquiètent tout le monde. Au fil des jours, meublés par des séances de pêche à la rivière sous le regard complice d'un vendeur d'appâts muet, Elise tente d'apprivoiser la colère qui gronde en elle…

## Fiche technique
- Titre : Maman est chez le coiffeur
- Réalisation : Léa Pool
- Scénario : Isabelle Hébert
- Photographie : Daniel Jobin
- Musique : Laurent Eyquem
- Coiffure : Martin Lapointe
- Production : Lyse Lafontaine et Michel Mosca
- Sociétés de production : Les Films Équinoxes
- Pays :  Canada
- Langue : français

son 5.1 français 
- Genre : Drame
- Durée : 97 minutes
- Date de diffusion 
  - France : 3 septembre 2010 sur Arte

## Distribution
- Marianne Fortier : Élise Gauvin
- Élie Dupuis : Conrad « Coco » Gauvin
- Hugo St-Onge Paquin : Benoît Gauvin
- Laurent Lucas : M. Gauvin, le père
- Céline Bonnier : Simone Gauvin, la mère
- Gabriel Arcand : Monsieur Mouche
- Maxime Desjardins-Tremblay : « Tracteur »
- Julien Carpentier-Roberge : Bernard
- Aliocha Schneider : Jean
- Benjamin Chouinard : Roméo
- Antoine DesRochers : Carl
- Lenie Scoffié : la grand-mère
- Kathleen Fortin : Mme Corbeil
- Paule Ducharme : Mme Paradis
- Gaston Lepage : le pêcheur
- René Gagnon : chef de pupitre
- Samuelle Painchaud-Gauthier : Carole (jumelle)
- Mathilde Painchaud-Gauthier : Lucie (jumelle)
- Isabelle Roy : la mère de Roméo
- Stéfan Perreault : le père de Jean
- Joelle Plourde : la sœur de Jean
- Wilson Henley : le neveu de Mme Corbeil
- Chloé Courtemanche : Josée
- Hortense Bamas : Bernadette
- Claire Jacmin-Park : la grande Louise
- Maxime Allard : partenaire de golf
- François Tremblay : M. Paradis
- Michel Lefebvre : chauffeur de bus

## Récompenses
- Meilleurs costumes pour Michèle Hamel et prix du public au Festival international Cinéma et Costumes de Moulins en 2009.